# Laflin & Rand Powder Company

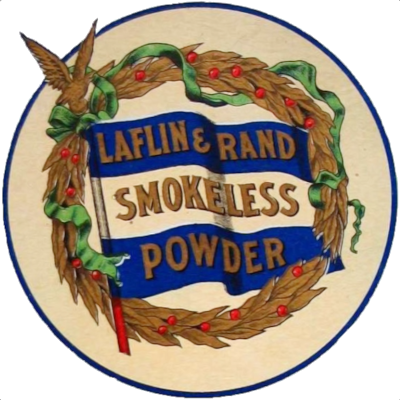
Logotipo / bandeira.

A Laflin & Rand Powder Company, foi uma empresa de manufatura Norte americana que fabricava pólvora negra, e mais tarde pólvora sem fumaça, usada nos rifles da infantaria do Exército dos Estados Unidos entre 1896 e 1908, que incluiu o período de desenvolvimento do fuzil Springfield M1903 e sua munição, a .30-06 Springfield.

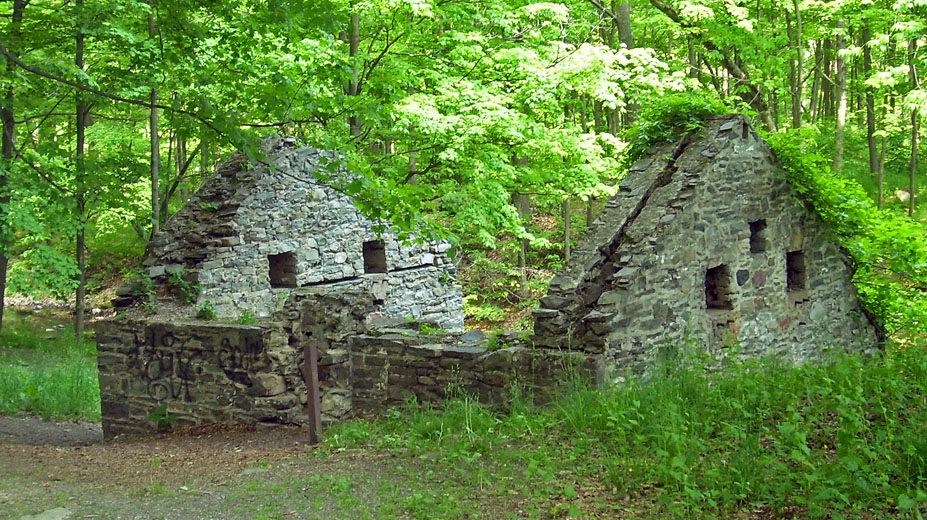
Ruinas das instalações da Laflin & Rand Powder Company em Nova Iorque.